# Pycsw
pycsw ist eine in Python geschriebene OGC-API-Records- und CSW-Serverimplementierung. Als Projekt der Open Source Geospatial Foundation ist das Programm freie Software.

## Beschreibung
pycsw implementiert den Standard OGC API - Records (OARec) und die OpenGIS Catalog Service Implementation Specification. Die erste Entwicklung begann im Jahr 2010 und wurde 2011 veröffentlicht. Das Projekt ist OGC-konform zertifiziert und eine OGC-Referenzimplementierung. Seit 2015 ist pycsw ein offizielles Projekt der OSGeo Foundation. Es ermöglicht die Veröffentlichung und Durchsuchen von Geometadaten über zahlreiche Schnittstellen (OGC API – Records, CSW 2/CSW 3, OpenSearch, OAI-PMH, SRU). Bestehende Repositorien für Geometadaten können ebenfalls verfügbar gemacht werden, wodurch eine auf Standards basierende Metadaten- und Katalogkomponente von Geodateninfrastrukturen bereitgestellt wird.